# Colom gorjablanc
El colom gorjablanc (Columba vitiensis) és un colom, per tant un ocell de la família dels colúmbids (Columbidae) que habita els boscos de les Filipines, Illes Petites de la Sonda, Moluques, Nova Guinea, Arxipèlag de Bismarck, Illes Salomó, Vanuatu, Nova Caledònia, Illes Loyauté, Fiji i Samoa.